# Xerotricha silosensis
Xerotricha silosensis е вид охлюв от семейство Hygromiidae. Видът не е застрашен от изчезване.

## Разпространение и местообитание
Разпространен е в Испания.
Обитава градски и гористи местности, планини, възвишения, пасища и плата.